# Julus trigonyger
Julus trigonyger är en mångfotingart som beskrevs av Brandt 1841. Julus trigonyger ingår i släktet Julus och familjen kejsardubbelfotingar. Inga underarter finns listade i Catalogue of Life.